# Direção dos Serviços de Inteligência e de Prevenção

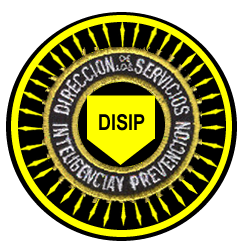
Logotipo da DISIP

A Dirección de los Servicios de Inteligencia y Prevención (Direção dos Serviços de Inteligência e de Prevenção, DISIP) foi o primeiro serviço de inteligência da Venezuela. Foi criado em janeiro de 1958 pelo presidente Marcos Pérez Jiménez. A DISIP era subordinado a uma força de segurança interna do ministério do interior.
De acordo com o New York Times, em 3 de junho de 2008, o DISIP foi substituído por uma agência nova, o escritório de inteligência geral.
Os oficiais de DISIP vestiam uniformes pretos e dirigiam carros amarelos e pretos.
O DISIP tem um registro extensivo de violações dos direitos humanos, uma vez que, quando foi fundado, tratava-se de polícia secreta extremista do ditador Pérez Jiménez, que era responsável por eliminar os inimigos do estado, recentemente está sendo acusada de tortura e assassinato de oponentes políticos. Em seus relatórios de 1997 e 1998, constam violações dos direitos humanos do DISIP denunciado pela Anistia Internacional, incluindo a detenção ilegal de ativistas venezuelanos que defendiam os direitos humanos.
No início, Chávez desconsiderou os relatórios como “suspeitos” e “superficiais,” mas as evidências obrigaram logo o presidente e outros oficiais superiores do governo reconheceram a seriedade da situação. A organização dos direitos humanos expressou grande preocupação sobre os abuso do DISIP na Venezuela em uma 2004 comunicou isso pessoalmente ao presidente Hugo Chávez. A Anistia Internacional também expressou interesse sobre os atos abusivos do DISIP, e a violência crescente na Venezuela desde que Chávez foi eleito em dezembro de 1998.

## História
Quando Rafael Caldera assumiu sua primeira Presidência da República, ordenou a desintegração da Direção General de Polícia (DIGEPOL) e firmou o Decreto número 15, em 19 de março de 1969, dando vida à “Direção dos Serviços de Inteligência e Prevenção", cujas siglas são DISIP.
Tinha como objetivo inicial o combate e subversão ao narcotráfico, no entanto, alguns críticos alegavam que, o DISIP, era na verdade, uma ferramenta de terrorismo de Estado, contando até mesmo com Esquadrões de Morte. Suas primeiras reformas tiveram como iniciativa primária em estabelecer cursos e treinamentos adequados de inteligência, contratando membros novos e demitindo a maior parte dos membros da antiga DIGEPOL. Em seus primeiros anos o DISIP recrutou cubanos opostos ao Governo de Fidel Castro dos quais se cogita a hipótese de terem sido treinados pelo Exército Norte americano juntamente com a Agência Central de Inteligência (CIA).

### Década de 1970
A história dos primeiros anos de atuação do DISIP caminha paralelamente com a do grupo político "Bandeira Vermelha", cujos líderes, Carlos Betancourt (com o pseudônimo "Gerónimo"), Eduardo Candiales Barrios e Gabriel Puerta, sendo que o DISIP confrontou o grupo desde a criação do mesmo, combatendo Betancourt. O DISIP iniciou o primeiro desmantelamento desta organização entre 1972 e 1973. Também protagonizou ações contra o Partido da Revolução Venezuelana (PRV-FALN) e outros grupos menores, chegando a desmantelar outras revoltas protagonizadas por demais grupos de esquerda da época, que haviam sido asilados pelo pacto de Punto Fijo, que havia conformado o bipartidismo exclusivo de Ação Democrática e COPEI. Em meados da década de 1970 existiu a necessidade de elevar o nível técnico da organização e foi criada a Brigada de Intervenções, e grupos Comandos; dirigidos pelo Comissário General Henry López Sisco, do qual dirigiu as operações principais contra as guerrilhas de esquerda no campo rural. Muitas das operações participaram de controvérsias, sendo consideradas violadoras dos direitos humanos.

### Década de 1980
Nesta mesma década, o DISIP lançara várias invertidas como a do Massacre de Cantaura, ocorrido entre o dia 4 e 8 de outubro de 1982, onde umas dezenas de funcionários do  DISIP, juntamente com mais de 400 militares da Força Armada Nacional, assassinaram  23 combatentes da Frente guerrilheira "Américo Silva", grupo guerrilheiro rural pertencente à Bandeira Vermelha.
É na  área de inteligência que se pensa que a organização trabalhou para se infiltrar nos  setores sociais, econômicos e políticos do país. Acredita-se que realizaram operações de grandes proporções até mesmo na América Central e na Europa. Uma das operações menos conhecidas aconteceu quando o falecido Comissário General Rafael Rivas-Vasquez, procurou e espionou Ilich Ramírez Sánchez, um militante venezuelano da Frente Popular para a Libertação da Palestina, que vivia na França. Na década dos oitenta o DISIP pôde haver mantido laços estreitos com a CIA, o MI5 (Inteligência Britânica), o Mossad de Israel e o Bundesnachrichtendienst (Serviço de Inteligência Alemã) para intercambiar informações sobre grupos revolucionários árabes e especialmente o grupo de ex-membros da Facção do Exército Vermelho, e o grupo Baader Meinhoff.

### Década de 1990
Na década de 1990, o DISIP orquestrou operações de inteligência contra os militares rebeldes liderados por Hugo Chávez e Francisco Arias Cárdenas que dirigiram as tentativas de golpe de Estado contra Carlos Andrés Pérez no ano de 1992. O governo nacional da época autorizou ações para só perseguir e espionar os militares suspeitos e também a qualquer civil suspeito de apoiar a junta militar. 
No caso particular da tentativa de Golpe de Estado em 27 de novembro de 1992, funcionários da Brigada de Intervenções, Patrulha Veicular, Inteligência e da Divisão General de Investigações fizeram frente aos militares rebeldes, sendo estes últimos derrotados.

### Atualidade
No ano de 2000 se denunciaram exageros do DISIP no estado Vargas depois da tragédia que afrontou o estado.
No caso do Golpe de Estado de 11 de abril de 2002, que desenrolou por dois dias contra Chávez, parte do DISIP atuou ativamente a favor dos golpistas liderados pelo presidente de fato Pedro Carmona Estanga, entre os feitos destacáveis está a apreensão do deputado oficialista Tarek William Saab. Depois de Chávez haver recuperado o poder começou a acabar com parte das organizações de Estado, inclusive o DISIP.
O DISIP foi desmantelado em 4 de dezembro de 2009, pelo Presidente da República Bolivariana da Venezuela, Hugo Chávez dando passo ao Serviço Bolivariano de Inteligência Nacional o SEBIN.